# Криопроцессор

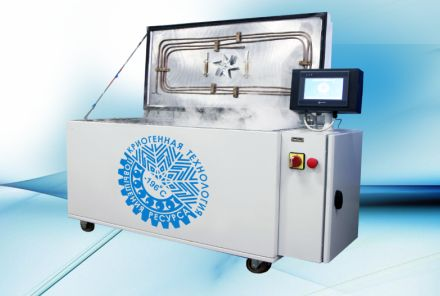
Криогенный процессор (криопроцессор) — это низкотемпературная камера, оснащённая системой управления процессом криогенной обработки. Существуют модели-типоразмеры КП-0,2, КП-0,8 и КП-1,85

Криогенный процессор (криопроцессор) — это низкотемпературная камера, оснащённая системой управления процессом криогенной обработки.
Представляет собой комплекс, предназначенный для достижения сверхнизких температурах (обычно около −300 °F / −150 °C) с низкой скоростью, с тем чтобы не допустить теплового удара изделий, подвергаемых криогенной обработке. Первый коммерческий комплекс был разработан Ed Busch в конце 1960-х гг. Развитие программируемого микропроцессорного управления позволило машинам следовать температурным графикам с точностью до 1 градуса, что значительно повысило эффективность процесса.
Общий цикл обработки в современных криопроцессорах происходит в течение трех суток. Необходимо 24 часа чтобы достичь оптимальной наименьшей криогенной температуры для обрабатываемого изделия, 24 часа чтобы выдержать изделие при данной температуре, и 24 часа для возврата к комнатной температуре. Некоторые криопроцессоры способны обеспечить как отрицательные экстремальные температуры, так и небольшие положительные (до 200 градусов по Цельсию), то есть данные экземпляры помимо криогенной обработки способны производить отпуск металла.